# Liste der Monuments historiques in Montreuil-sur-Brêche
Die Liste der Monuments historiques in Montreuil-sur-Brêche führt die Monuments historiques in der französischen Gemeinde Montreuil-sur-Brêche auf.

## Liste der Bauwerke
| Bezeichnung | Beschreibung              | Standort | Kennzeichnung | Schutzstatus | Datum | Bild           |
| ----------- | ------------------------- | -------- | ------------- | ------------ | ----- | -------------- |
| Bauernhof   | Erbaut im 17. Jahrhundert | (Lage)   | PA00114759    | Inscrit      | 1969  | weitere Bilder |

## Liste der Objekte
| Bezeichnung                   | Beschreibung                       | Standort                | Kennzeichnung | Schutzstatus | Datum | Bild |
| ----------------------------- | ---------------------------------- | ----------------------- | ------------- | ------------ | ----- | ---- |
| Gemälde mit Rahmen: Abendmahl | Zweite Hälfte des 16. Jahrhunderts | in der Kirche St-Pierre | PM60003474    | Classé       | 2009  |      |